# Darius Miles
Darius LaVar Miles (ur. 9 października 1981 w Belleville) – amerykański  koszykarz występujący na pozycji skrzydłowego.

## Kariera w szkole średniej
Występował w szkolnej drużynie East St. Louis High School. Średnio uzyskiwał ponad 22 punkty na mecz, zbierał ponad 12 piłek, miał 7 bloków, 3 asysty i 2 przechwyty. Razem ze swoją drużyną doszedł do półfinału rozgrywek Class AA. Przez trzy lata kariery w szkole średniej zdobył 1531 punktów, zaliczył 1015 zbiórek, 648 bloków, 209 asyst i 131 przechwytów. W 2000 wystąpił w meczu wschodzących gwiazd - Nike Hoop Summit oraz McDonald’s All-American.

## Draft w 2000 roku
Darius Miles został wybrany z numerem 3 przez drużynę Los Angeles Clippers. Był jedynym w historii Los Angeles Clippers wybranym zawodnikiem z draftu, który zaliczył wcześniej tylko szkołę średnią. Oprócz Milesa zespół z Los Angeles wybrał wtedy m.in. Quentina Richardsona. Przed Milesem z numerem 1 i 2 draftu zostali wybrani Kenyon Martin przez New Jersey Nets oraz Stromile Swift przez Vancouver Grizzlies.

## Kariera w NBA
W swoim pierwszym sezonie gry na zawodowych parkietach występował głównie w roli zmiennika. Wybiegł 21 razy w pierwszej piątce. Średnio na parkiecie spędzał ponad 26 minut. Zdobywał 9,4 punktów, zbierał 5,9 piłek i miał 1,5 bloków. Kolejny sezon, 2001-2002 to tylko 6 meczów w podstawowym składzie. Minimalnie poprawił statystykę zdobywanych punktów z poprzedniego sezonu. Tym razem zdobywał średnio 9,5. W sezonie 2002-2003 występował już w barwach Cleveland Cavaliers. W zamian do byłej drużyny Milesa powędrował Andre Miller. W odróżnieniu od gry w Clippersach był podstawowym zawodnikiem. Z rozegranych 67 spotkań, 62 rozegrał w pierwszej piątce. Przebywał na parkiecie średnio 30 minut w każdym meczu. Statystyka punktów znowu była zbliżona do tej z poprzedniego sezonu. Tym razem wynosiła 9,2. Miles również w liczbie zebranych piłek na mecz był regularny. Tym razem średnio zanotował 5,4 zbiórek na mecz. W tym sezonie zanotował trzy razy double-double w przeciągu 9 dni. W sezonie 2003-2004 rozegrał tylko 37 spotkań jako gracz Cleveland Cavaliers, z czego 16 jako podstawowy gracz. W połowie sezonu wzmocnił klub Portland Trail Blazers. W 40 z 42 gier wybiegał w pierwszej piątce. Zdobywał średnio 12,6 punktów w meczu. W następnym sezonie 2004-2005 nie był jednak już graczem wyjściowej piątki. Tylko 22 razy rozpoczął mecz na parkiecie. Sezon 2005-2006 zakłóciła Milesowi kontuzja. Przez nią zdołał rozegrać tylko 40 spotkań, ale do momentu kontuzji zdobywał średnio najwięcej punktów w karierze – 14. Poprzedni sezon, 2006-2007 stracił przez kontuzję.
W 2008 został ukarany zawieszeniem na 10 meczów NBA za stosowanie fenterminy, czym naruszył ligowe przepisy antydopingowe.

## Statystyki
Na podstawie.

### Sezon regularny
| Sezon   | Drużyna       | M   | S5  | MPG  | FG%   | 3P%   | FT%   | RPG | APG | SPG | BPG | PPG  |
| ------- | ------------- | --- | --- | ---- | ----- | ----- | ----- | --- | --- | --- | --- | ---- |
| 2000/01 | L.A. Clippers | 81  | 21  | 26,3 | 50,5% | 5,3%  | 52,1% | 5,9 | 1,2 | 0,6 | 1,5 | 9,4  |
| 2001/02 | L.A. Clippers | 82  | 6   | 27,2 | 48,1% | 15,8% | 62,0% | 5,5 | 2,2 | 0,9 | 1,3 | 9,5  |
| 2002/03 | Cleveland     | 67  | 62  | 30,0 | 41,0% | 0,0%  | 59,4% | 5,4 | 2,6 | 1,0 | 1,0 | 9,2  |
| 2003/04 | Cleveland     | 37  | 16  | 24,0 | 43,2% | 16,7% | 54,2% | 4,5 | 2,2 | 0,7 | 0,7 | 8,9  |
| 2003/04 | Portland      | 42  | 40  | 28,4 | 52,6% | 20,0% | 70,2% | 4,6 | 2,0 | 1,0 | 0,8 | 12,6 |
| 2004/05 | Portland      | 63  | 22  | 27,0 | 48,2% | 34,8% | 60,0% | 4,7 | 2,0 | 1,2 | 1,2 | 12,8 |
| 2005/06 | Portland      | 40  | 23  | 32,2 | 46,1% | 20,0% | 53,4% | 4,6 | 1,8 | 1,1 | 1,0 | 14,0 |
| 2008/09 | Memphis       | 34  | 0   | 8,8  | 48,5% | 16,7% | 74,2% | 1,7 | 0,5 | 0,3 | 0,6 | 3,5  |
| Razem   |               | 446 | 190 | 26,3 | 47,2% | 16,8% | 59,0% | 4,9 | 1,9 | 0,9 | 1,1 | 10,1 |